# 독일 텔레비전 방송
독일 텔레비전 방송(독일어: Deutscher Fernsehfunk 도이처 페른제푼크[*], 약칭 DFF)은 독일민주공화국에서 방송되었던 국영 텔레비전 방송국이다. 1972년에서 1990년 사이에는 독일 민주공화국 텔레비전(Fernsehen der DDR, DDR-FS)라는 명칭을 사용하였다.

## 역사
독일 텔레비전 방송(이하 DFF)은 1950년에 동독에서 방송 준비를 시작하여 1952년 12월 21일에 DFF1의 첫 방송을 시작하였다. 12월 21일에 방송을 시작한 것은 이오시프 스탈린의 생일에 맞춘 것으로 동시에 12월 25일 개국 예정이었던 서독의 북서독일방송(NWDR)보다 일찍 개국하기 위함이었다.

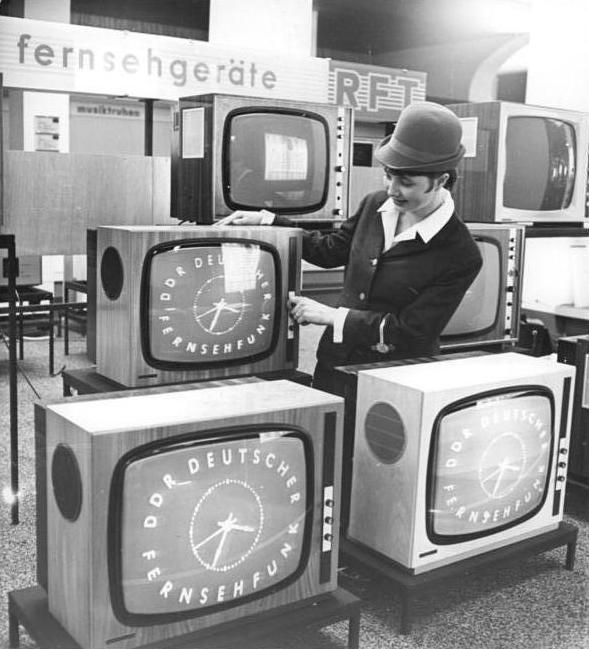
1968년 라이프치히 박람회에서의 동독 텔레비전

이후 1969년 10월에 DFF2도 개국하였으며, 이와 동시에 컬러 텔레비전 송출도 시작되었다. 이 때 송출방식은 서독에서 송출하는 PAL이 아닌 SÉCAM 방식을 도입하였다, 이것은 동독 체제 유지에 대한 것으로 보고 있으며, 이 때문에 동독 주민들이 서독 방송의 컬러 텔레비전 시청이 어렵게 된 원인이 되었다. 이후 1972년에는 DDR-FS로 명칭을 바꾸었다.
동독에서는 대부분의 지역에서 서독의 ARD와 ZDF를 시청할 수 있었다. 처음에는 서독 접경 지역과 베를린 주변 지역에 한해 시청이 가능하였으나 1980년대 이후로 가시청 지역이 점차 넓어지게 되었다. 동독 주민들 사이에서 서독의 ARD/ZDF의 시청률은 상당히 높았으며, 정치 선전 색이 강한 DDR-FS는 점차 외면되어 갔다.
동독 정권은 이에 대응하여 서독 텔레비전 수신을 막기 위한 여러 정책을 사용하였으며, 초기에는 수신 방해 등의 강압적 정책을 사용하였으나, 이후에는 DDR-FS에서 '검은 채널'(Der schwarze Kanal)과 같이 프로파간다 프로그램을 통한 선전을 하기도 하였다.

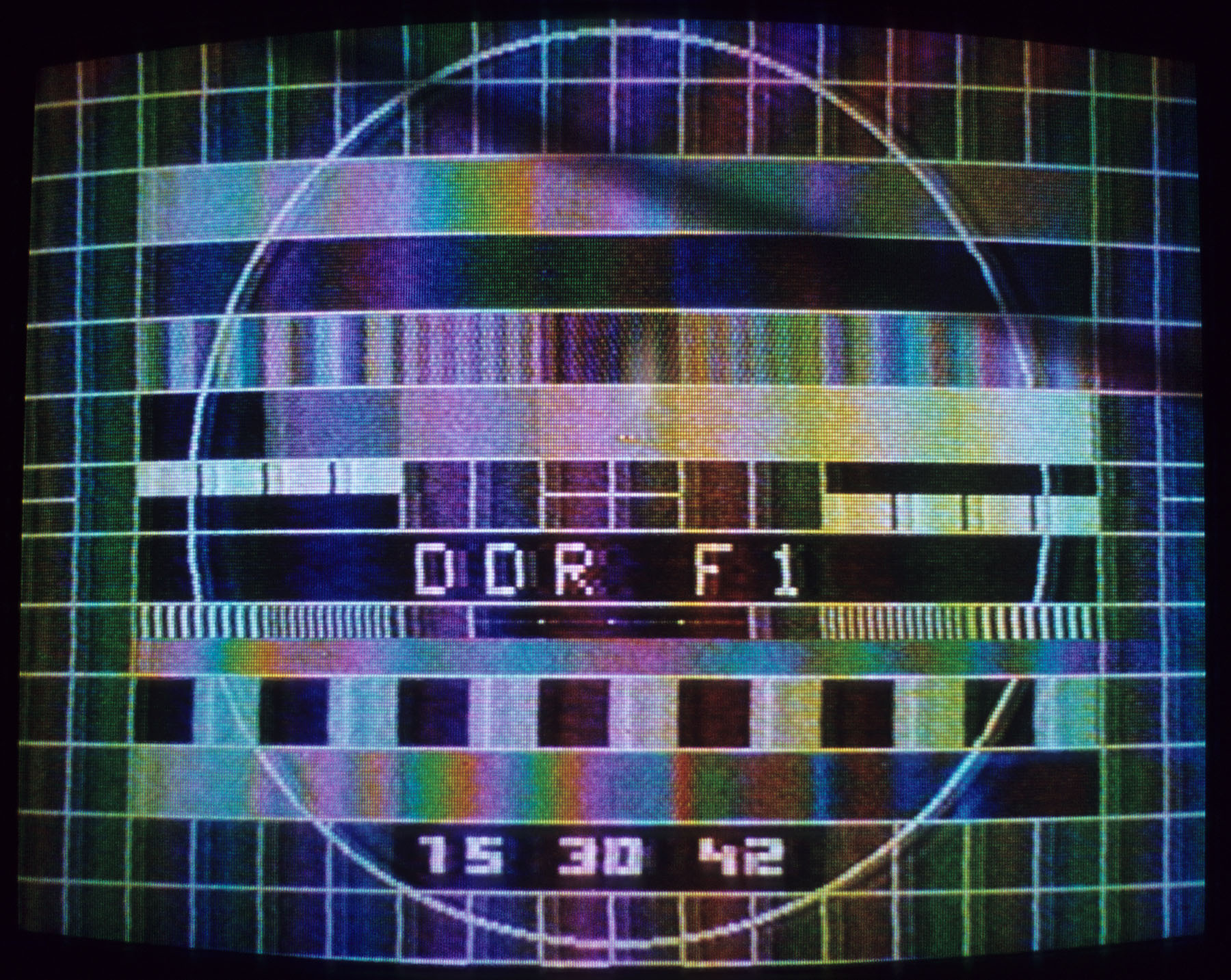
DDR-F1의 테스트 패턴

1989년 10월 18일 에리히 호네커가 실각하고, 정권 반대 시위가 끊이지 않게 되면서, DDR-FS는 기존의 정부 선전 방송들을 중단하는 등의 대대적인 개편을 단행하였다. 동시에 명칭도 원래의 DFF로 돌아갔다.
1990년 10월 3일 독일의 재통일과 함께 방송체제를 독일연방공화국 기본법에 맞추면서 DFF의 해체 및 이양 작업이 시작되었다. 먼저 DFF1 채널은 지금까지 방송해왔던 주파수를 ARD의 Das Erste에 이관하고 송출방식도 PAL로 전환하였다. DFF2 채널은 DFF Länderkette란 지역채널로 전환 하여 1991년 12월 31일까지 방송하였다. (이 채널은 이후 설립된 지역 공영 방송의 자체 채널로 각각 넘겨지게 된다.)
1992년 1월 1일부로 DFF의 모든 방송이 중단되고, 동시에 새로 설립된 지역 공영 방송인 중부독일방송(mdr)과 동독일-브란덴부르크 방송(ORB)의 본방송이 시작되었다. 그리고 서독의 자유 베를린 방송(SFB)와 북부독일방송(NDR)의 방송 권역이 동독 일부 지역까지 확대되었다.

## 주요 프로그램
- Aktuelle Kamera : 동독의 정규 뉴스 프로그램. 1952년에 첫 방송을 시작하여 1990년 12월 14일까지 방송하였다.
- Der schwarze Kanal : '검은 채널'. 선전 프로그램으로, 서독의 사건 사고 등을 과장하여 전달하였고, 교육 기관에서의 시청이 의무화되기도 하였다.
- Sandmännchen : 스톱 모션 방식으로 만든 애니메이션으로, 서독의 자유 베를린 방송에서 먼저 방송을 시작하였고, 이후 DFF에서 별도로 제작하여 방송하였다. 통일 이후 DFF 제작판이 계승되어 현재 베를린-브란덴부르크 방송에서 제작하고, KiKA, rbb, mdr에서 방송된다.

## 같이 보기
- 독일 민주 공화국
- 동독 라디오 방송
- 베를린 텔레비전 송신탑
- 무지의 골짜기

## 참고 문헌
- ., 김영욱, 심영섭 (2011년 11월 30일). 《통일과 언론:독일의 경험》. 한국언론진흥재단. ISBN 978-89-5711-321-9.